# Golden Globe Awards 2010

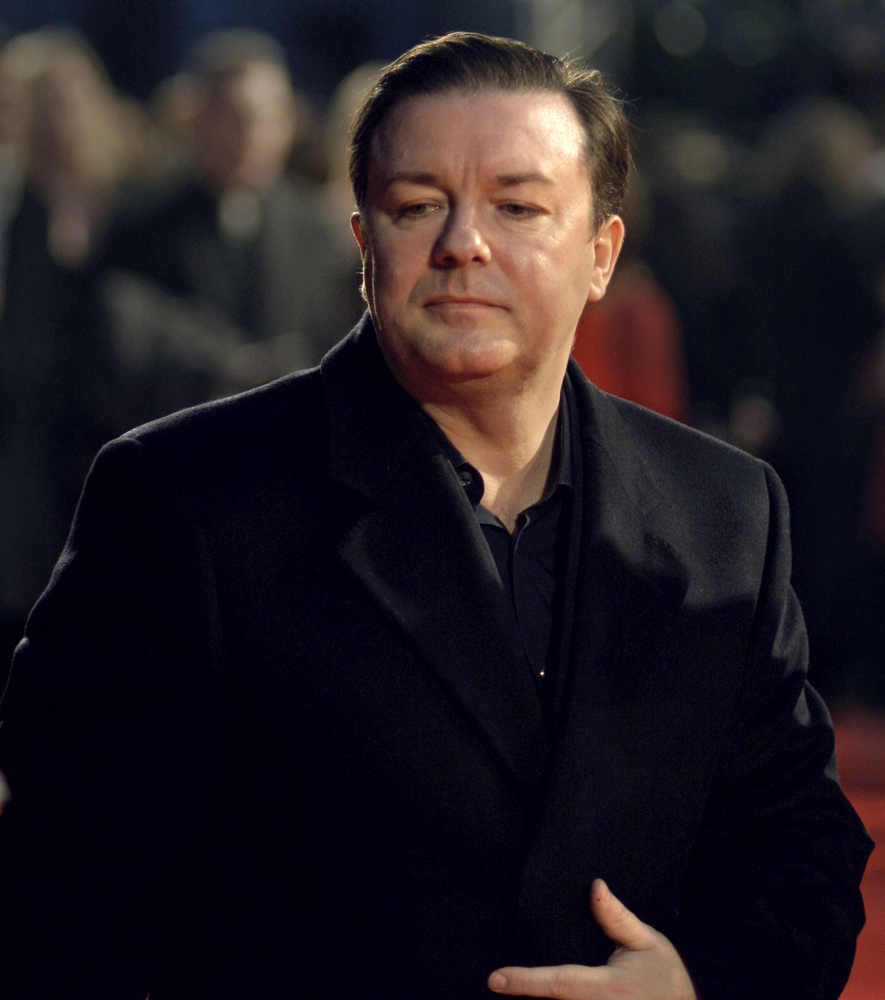
Ricky Gervais, Gastgeber der 67. Golden Globe Awards

Die Golden Globe Awards 2010 wurden von der Hollywood Foreign Press Association (HFPA), einer Vereinigung internationaler Filmjournalisten, am 17. Januar 2010 zum 67. Mal vergeben. Die Auszeichnung wurde in insgesamt 25 Kategorien für herausragende Leistungen in den Bereichen Film und Fernsehen verliehen. Die Verleihung fand im Rahmen eines Galadiners im Beverly Hilton Hotel in Beverly Hills statt und wurde von dem US-amerikanischen Fernsehsender NBC live übertragen. In Deutschland hatte der Sender ProSieben die Übertragungsrechte. Mit dem britischen Komiker Ricky Gervais führte erstmals seit 1995 wieder ein Moderator durch die Preisverleihung.
Als Preisträger des Cecil B. deMille Awards war bereits im Vorfeld der Regisseur Martin Scorsese bestimmt worden. Er wird damit für seinen „herausragenden Beitrag auf dem Gebiet der Unterhaltung“ ausgezeichnet. Die weiteren Nominierungen wurden am 15. Dezember 2009 in Beverly Hills bekanntgegeben.

## Favorisierte Filme
Die Nominierungen in den 25 Kategorien wurden am 15. Dezember 2009 von dem Präsidenten der HFPA, Philip Berk, zusammen mit den Schauspielern Diane Kruger, John Krasinski und Justin Timberlake bekanntgegeben.
Berücksichtigt wurden Spielfilme und Fernsehprogramme, die erstmals zwischen dem 1. Januar und dem 31. Dezember 2009 aufgeführt wurden. Fremdsprachige Filme mussten im Ursprungsland zwischen dem 1. November 2008 und dem 31. Dezember 2009 uraufgeführt worden sein. Insgesamt qualifizierten sich 173 Spielfilme (davon 68 Komödien oder Musicals), 15 Animationsfilme, 133 Fernsehserien (davon 54 Komödien) und 33 Mini-Serien oder Fernsehfilme. Mit 69 Einreichungen wurde ein neuer Rekord für die Kategorie Bester fremdsprachiger Film aufgestellt.
Mit je zwei Preisen am erfolgreichsten schnitten James Camerons Science-Fiction-Film Avatar – Aufbruch nach Pandora, Scott Coopers Drama Crazy Heart und der Animationsfilm Oben ab. Camerons Spielfilm setzte sich in den Kategorien bestes Filmdrama und Regie durch. Coopers Film über einen abgehalfterten Country-Musiker (gespielt von Jeff Bridges) gewann den Darstellerpreis und die Auszeichnung für den besten Song. Oben aus dem Hause Pixar setzte sich in den Kategorien Bester Animationsfilm und Beste Filmmusik durch. Die als Mitfavorit gehandelte Tragikomödie Up in the Air von Jason Reitman konnte seine sechs Nominierungen nur in einen Sieg (Bestes Drehbuch) umsetzen, während die Musical-Verfilmung Nine von Rob Marshall trotz fünf Nominierungen leer ausging.
Das bereits mit dem Europäischen Filmpreis ausgezeichnete Drama Das weiße Band – Eine deutsche Kindergeschichte von Michael Haneke wurde als bester fremdsprachiger Film ausgezeichnet. Die europäische Koproduktion ging für Deutschland ins Rennen.
Sandra Bullock, Matt Damon und Meryl Streep wurden zweimal für ihre schauspielerischen Leistungen nominiert. Während Bullock und Streep als beste Drama- bzw. Komödien-Darstellerin preisgekrönt wurden, blieb Damon unprämiert. Der Österreicher Christoph Waltz, der für seine Rolle in Inglourious Basterds bereits bei den Filmfestspielen von Cannes ausgezeichnet wurde, gewann in der Kategorie Bester Nebendarsteller. Als beste Komödie wurde Hangover ausgezeichnet, als bester Komödiendarsteller triumphierte Robert Downey Jr. für seine Titelrolle in Sherlock Holmes.
Bei den Fernsehsendungen erhielten der Fernsehfilm Grey Gardens und die Serie Dexter je zwei Auszeichnungen. Über ihre zwei Darsteller-Nominierungen kam Anna Paquin (True Blood, The Courageous Heart of Irena Sendler) nicht hinaus.

## Preisträger und Nominierte im Bereich Film

### Bester Film – Drama
präsentiert von Julia Roberts

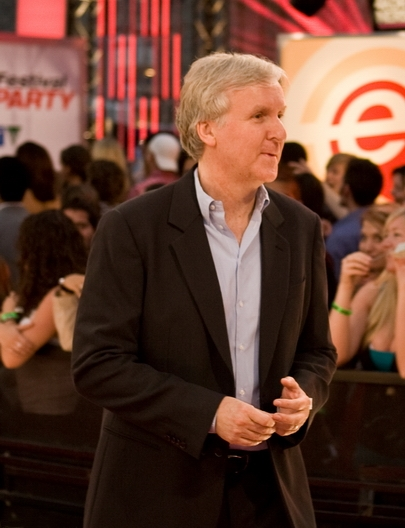
Bester Film und Regiepreis: James Cameron (Avatar)

Avatar – Aufbruch nach Pandora (Avatar) – Regie: James Cameron
- Inglourious Basterds – Regie: Quentin Tarantino
- Precious – Das Leben ist kostbar (Precious) – Regie: Lee Daniels
- Tödliches Kommando – The Hurt Locker (The Hurt Locker) – Regie: Kathryn Bigelow
- Up in the Air – Regie: Jason Reitman

### Bester Film – Komödie/Musical
präsentiert von Reese Witherspoon
Hangover (The Hangover) – Regie: Todd Phillips
- (500) Days of Summer – Regie: Marc Webb
- Julie & Julia – Regie: Nora Ephron
- Nine – Regie: Rob Marshall
- Wenn Liebe so einfach wäre (It’s Complicated) – Regie: Nancy Meyers

### Beste Regie
präsentiert von Mel Gibson
James Cameron – Avatar – Aufbruch nach Pandora (Avatar)
- Kathryn Bigelow – Tödliches Kommando – The Hurt Locker (The Hurt Locker)
- Clint Eastwood – Invictus – Unbezwungen (Invictus)
- Jason Reitman – Up in the Air
- Quentin Tarantino – Inglourious Basterds

### Bester Hauptdarsteller – Drama
präsentiert von Kate Winslet
Jeff Bridges – Crazy Heart
- George Clooney – Up in the Air
- Colin Firth – A Single Man
- Morgan Freeman – Invictus – Unbezwungen (Invictus)
- Tobey Maguire – Brothers

### Beste Hauptdarstellerin – Drama
präsentiert von Mickey Rourke

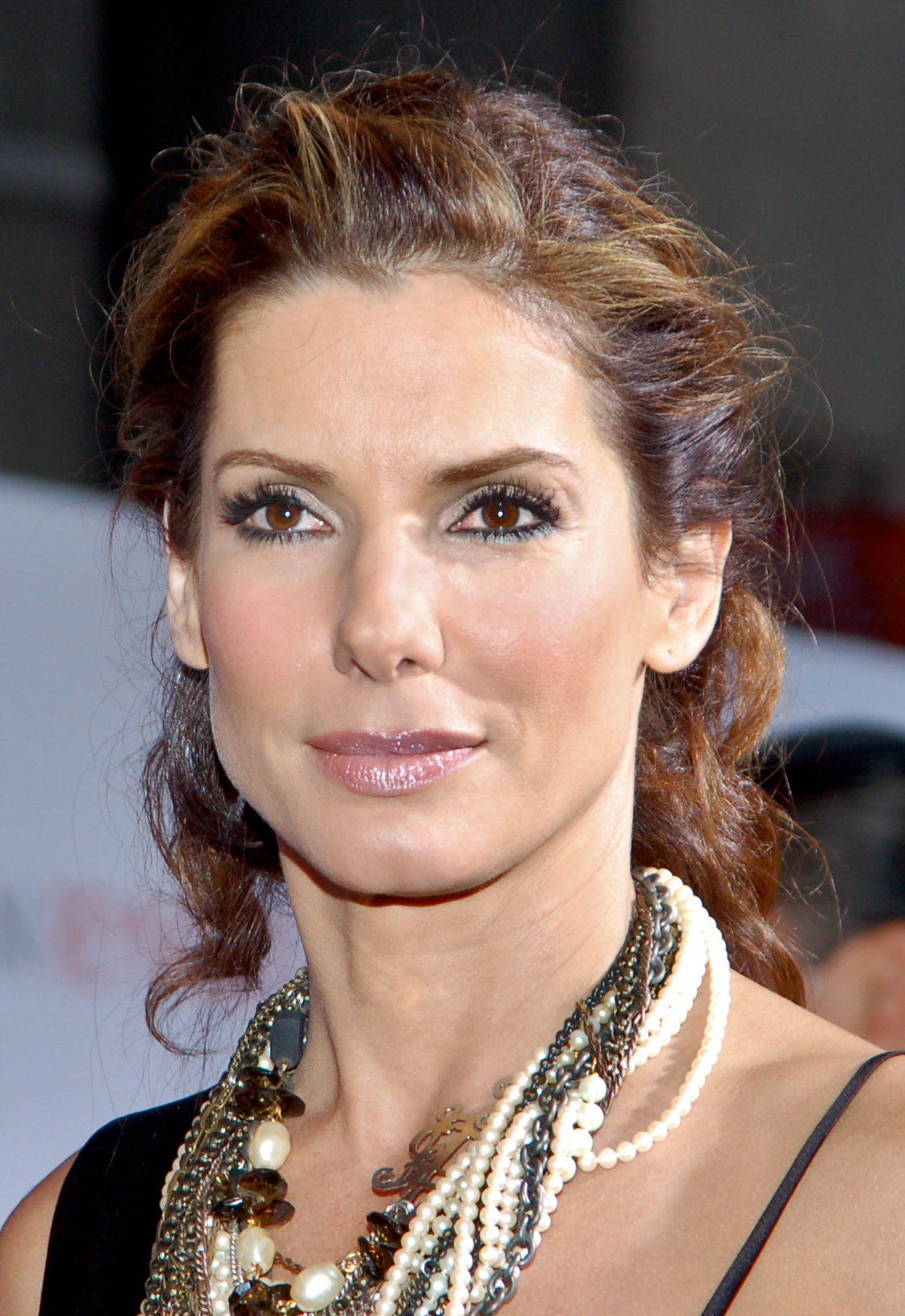
Beste Darstellerin in einem Drama: Sandra Bullock

Sandra Bullock – Blind Side – Die große Chance (The Blind Side)
- Emily Blunt – Victoria, die junge Königin (The Young Victoria)
- Helen Mirren – Ein russischer Sommer (The Last Station)
- Carey Mulligan – An Education
- Gabourey Sidibe – Precious – Das Leben ist kostbar (Precious: Based on the Novel „Push“ by Sapphire)

### Bester Hauptdarsteller – Komödie/Musical
präsentiert von Sally Hawkins
Robert Downey Jr. – Sherlock Holmes
- Matt Damon – Der Informant! (The Informant!)
- Daniel Day-Lewis – Nine
- Joseph Gordon-Levitt – (500) Days of Summer
- Michael Stuhlbarg – A Serious Man

### Beste Hauptdarstellerin – Komödie/Musical
präsentiert von Colin Farrell
Meryl Streep – Julie & Julia

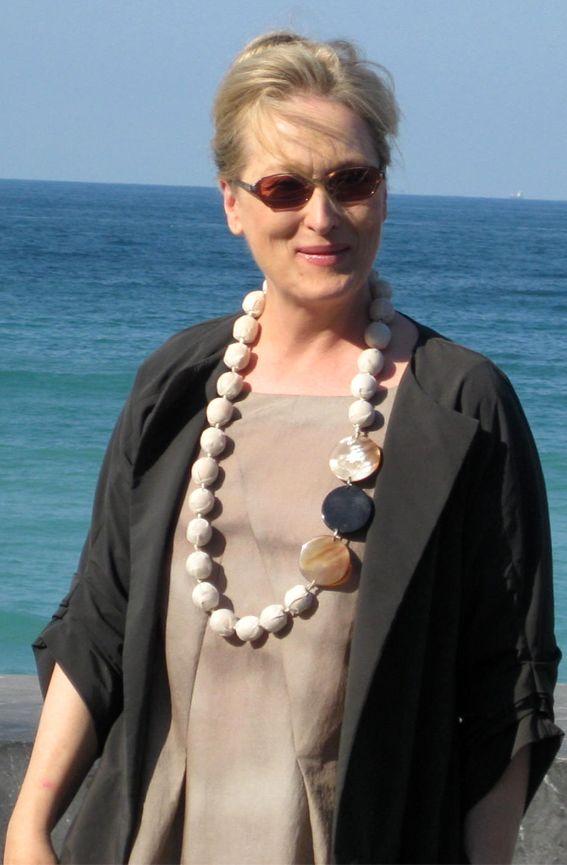
Beste Darstellerin (Komödie/Musical): Meryl Streep

- Sandra Bullock – Selbst ist die Braut (The Proposal)
- Marion Cotillard – Nine
- Julia Roberts – Duplicity – Gemeinsame Geheimsache (Duplicity)
- Meryl Streep – Wenn Liebe so einfach wäre (It’s Complicated)

### Bester Nebendarsteller
präsentiert von Halle Berry

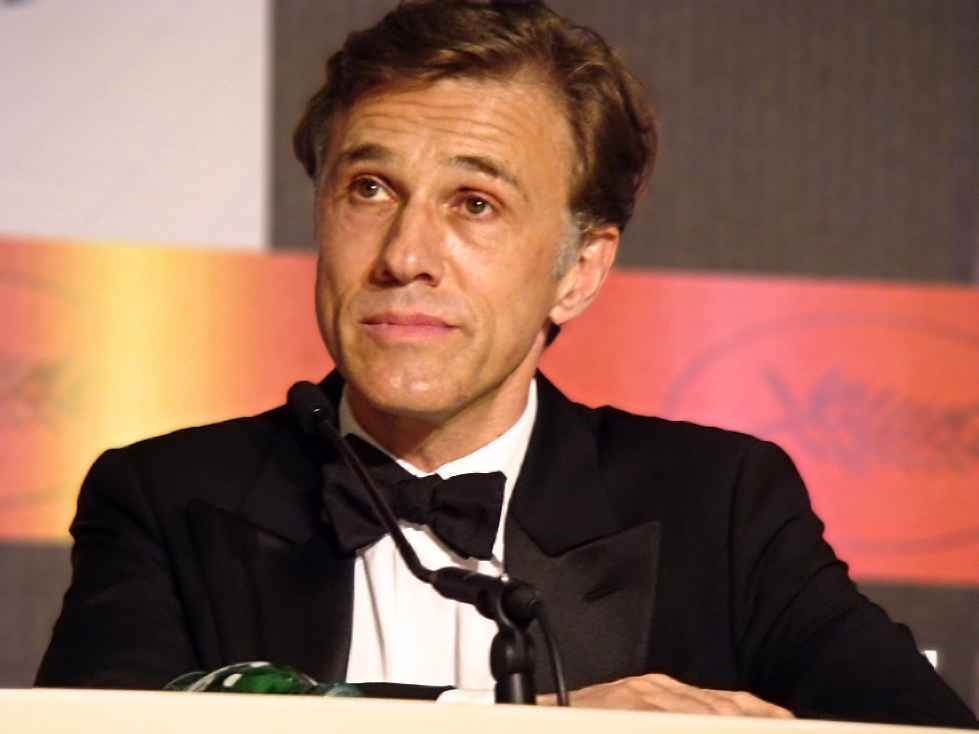
Bester Nebendarsteller: Christoph Waltz

Christoph Waltz – Inglourious Basterds
- Matt Damon – Invictus – Unbezwungen (Invictus)
- Woody Harrelson – The Messenger – Die letzte Nachricht (The Messenger)
- Christopher Plummer – Ein russischer Sommer (The Last Station)
- Stanley Tucci – In meinem Himmel (The Lovely Bones)

### Beste Nebendarstellerin
präsentiert von Nicole Kidman
Mo’Nique – Precious – Das Leben ist kostbar (Precious: Based on the Novel „Push“ by Sapphire)
- Penélope Cruz – Nine
- Vera Farmiga – Up in the Air
- Anna Kendrick – Up in the Air
- Julianne Moore – A Single Man

### Bestes Drehbuch
präsentiert von Jennifer Aniston und Gerard Butler
Jason Reitman, Sheldon Turner – Up in the Air
- Neill Blomkamp, Terri Tatchell – District 9
- Mark Boal – Tödliches Kommando – The Hurt Locker (The Hurt Locker)
- Nancy Meyers – Wenn Liebe so einfach wäre (It’s Complicated)
- Quentin Tarantino – Inglourious Basterds

### Beste Filmmusik
präsentiert von Cher und Christina Aguilera
Michael Giacchino – Oben (Up)
- Marvin Hamlisch – Der Informant! (The Informant!)
- Carter Burwell, Karen Orzolek – Wo die wilden Kerle wohnen (Where the Wild Things Are)
- James Horner – Avatar – Aufbruch nach Pandora (Avatar)
- Abel Korzeniowski – A Single Man

### Bester Filmsong
präsentiert von Cher und Christina Aguilera
„The Weary Kind“ aus Crazy Heart – Ryan Bingham, T Bone Burnett
„Cinema Italiano“ aus Nine – Maury Yeston
„(I Want To) Come Home“ aus Everybody’s Fine – Paul McCartney
„I See You“ aus Avatar – Aufbruch nach Pandora (Avatar) – Simon Franglen, Kuk Harrell, James Horner
„Winter“ aus Brothers – Bono

### Bester Animationsfilm
präsentiert von Paul McCartney
Oben (Up) – Regie: Pete Docter
- Coraline – Regie: Henry Selick
- Der fantastische Mr. Fox (Fantastic Mr. Fox) – Regie: Wes Anderson
- Küss den Frosch (The Princess and the Frog) – Regie: Ron Clements, John Musker
- Wolkig mit Aussicht auf Fleischbällchen (Cloudy with a Chance of Meatballs) – Regie: Phil Lord, Chris Miller

### Bester fremdsprachiger Film
präsentiert von Sophia Loren
Das weiße Band – Eine deutsche Kindergeschichte, Deutschland – Regie: Michael Haneke
- Baarìa, Italien – Regie: Giuseppe Tornatore
- Ein Prophet (Un prophète), Frankreich – Regie: Jacques Audiard
- La Nana – Die Perle (La nana), Chile – Regie: Sebastián Silva
- Zerrissene Umarmungen (Los abrazos rotos), Spanien – Regie: Pedro Almodóvar

## Preisträger und Nominierte im Bereich Fernsehen

### Beste Serie – Drama
präsentiert von Amy Poehler und Zachary Levi
Mad Men
- Big Love
- Dexter
- Dr. House (House, M.D.)
- True Blood

### Bester Serien-Hauptdarsteller – Drama
präsentiert von Jane Krakowski und Neil Patrick Harris
Michael C. Hall – Dexter
- Simon Baker – The Mentalist
- Jon Hamm – Mad Men
- Hugh Laurie – Dr. House (House, M.D.)
- Bill Paxton – Big Love

### Beste Serien-Hauptdarstellerin – Drama
präsentiert von Jane Krakowski und Neil Patrick Harris
Julianna Margulies – Good Wife (The Good Wife)
- Glenn Close – Damages – Im Netz der Macht (Damages)
- January Jones – Mad Men
- Anna Paquin – True Blood
- Kyra Sedgwick – The Closer

### Beste Serie – Komödie oder Musical
präsentiert von Olivia Wilde und Kiefer Sutherland
Glee
- Entourage
- Das Büro (The Office)
- Modern Family
- 30 Rock

### Bester Serien-Hauptdarsteller – Komödie oder Musical
präsentiert von Jennifer Garner und Ashton Kutcher
Alec Baldwin – 30 Rock
- Steve Carell – Das Büro (The Office)
- David Duchovny – Californication
- Thomas Jane – Hung – Um Längen besser (Hung)
- Matthew Morrison – Glee

### Beste Serien-Hauptdarstellerin – Komödie oder Musical
präsentiert von Sofía Vergara und Matthew Fox
Toni Collette – Taras Welten (United States of Tara)
- Courteney Cox – Cougar Town
- Edie Falco – Nurse Jackie
- Tina Fey – 30 Rock
- Lea Michele – Glee

### Beste Mini-Serie oder Fernsehfilm
präsentiert von Amy Adams und Josh Brolin
Die exzentrischen Cousinen der First Lady (Grey Gardens)
- Blut, Schweiß und Tränen (Into the Storm)
- Georgia O’Keeffe
- Klein Dorrit (Little Dorrit)
- Taking Chance

### Bester Hauptdarsteller – Mini-Serie oder Fernsehfilm
präsentiert von Zoë Saldaña und Sam Worthington
Kevin Bacon – Taking Chance
- Kenneth Branagh – Wallander: Mittsommermord (Wallander: One Step Behind)
- Chiwetel Ejiofor – Endgame
- Brendan Gleeson – Blut, Schweiß und Tränen (Into the Storm)
- Jeremy Irons – Georgia O’Keeffe

### Beste Hauptdarstellerin – Mini-Serie oder Fernsehfilm
präsentiert von Zoë Saldaña und Sam Worthington
Drew Barrymore – Die exzentrischen Cousinen der First Lady (Grey Gardens)
- Joan Allen – Georgia O’Keeffe
- Jessica Lange – Die exzentrischen Cousinen der First Lady (Grey Gardens)
- Anna Paquin – The Courageous Heart of Irena Sendler
- Sigourney Weaver – Prayers for Bobby

### Bester Nebendarsteller – Serie, Mini-Serie oder Fernsehfilm
präsentiert von Lauren Graham und Jim Parsons
John Lithgow – Dexter
- Michael Emerson – Lost
- Neil Patrick Harris – How I Met Your Mother
- William Hurt – Damages – Im Netz der Macht (Damages)
- Jeremy Piven – Entourage

### Beste Nebendarstellerin – Serie, Mini-Serie oder Fernsehfilm
präsentiert von Kristen Bell und Chace Crawford
Chloë Sevigny – Big Love
- Jane Adams – Hung – Um Längen besser (Hung)
- Rose Byrne – Damages – Im Netz der Macht (Damages)
- Jane Lynch – Glee
- Janet McTeer – Blut, Schweiß und Tränen (Into the Storm)

## Cecil B. DeMille Award

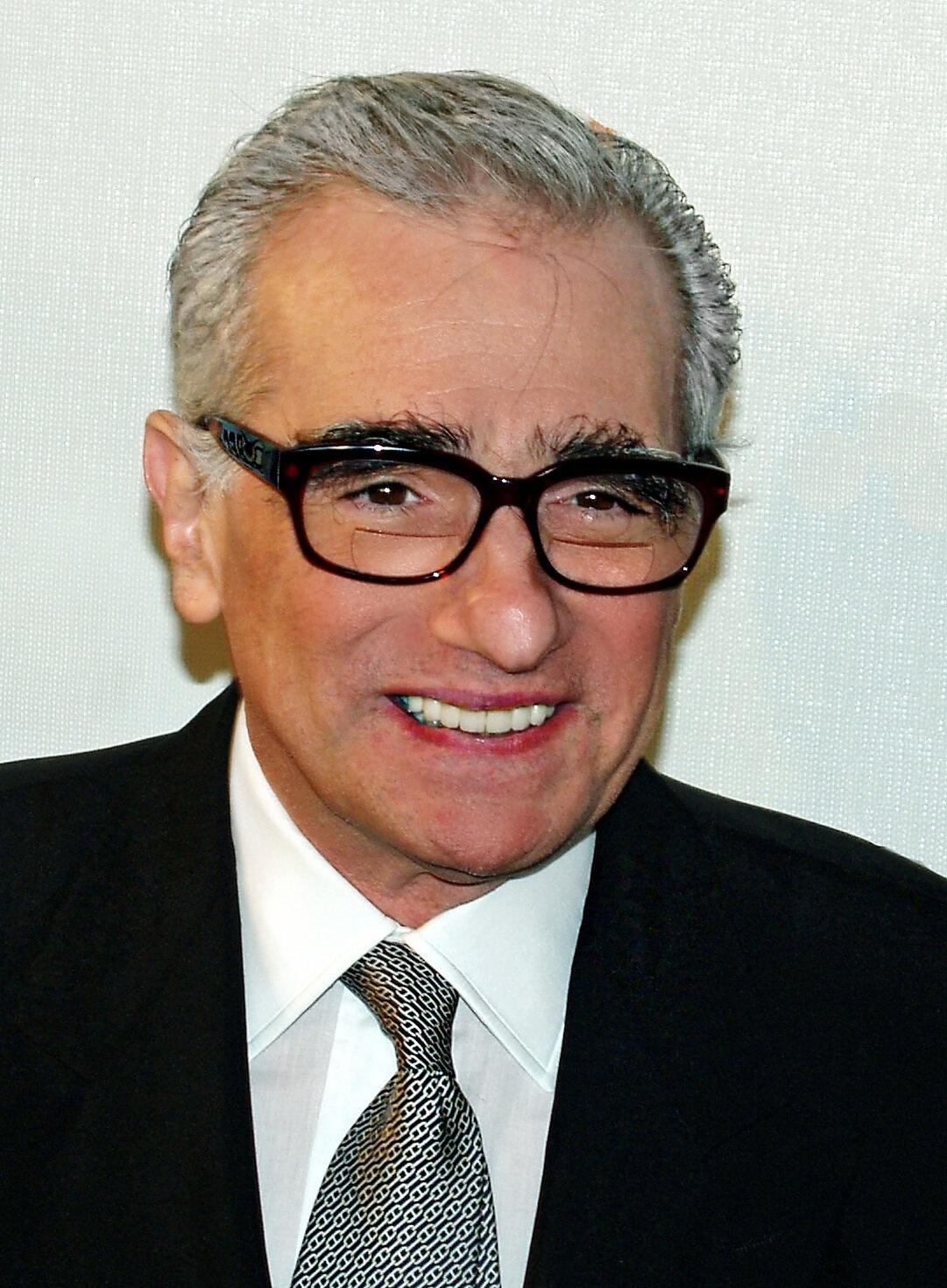
Preisträger des Cecil B. DeMille Award: Martin Scorsese

präsentiert von Robert De Niro und Leonardo DiCaprio
Martin Scorsese

## Miss Golden Globe
Mavis Spencer (Tochter der Schauspielerin Alfre Woodard und des Autors Roderick Spencer)